# Sáp vuốt tóc

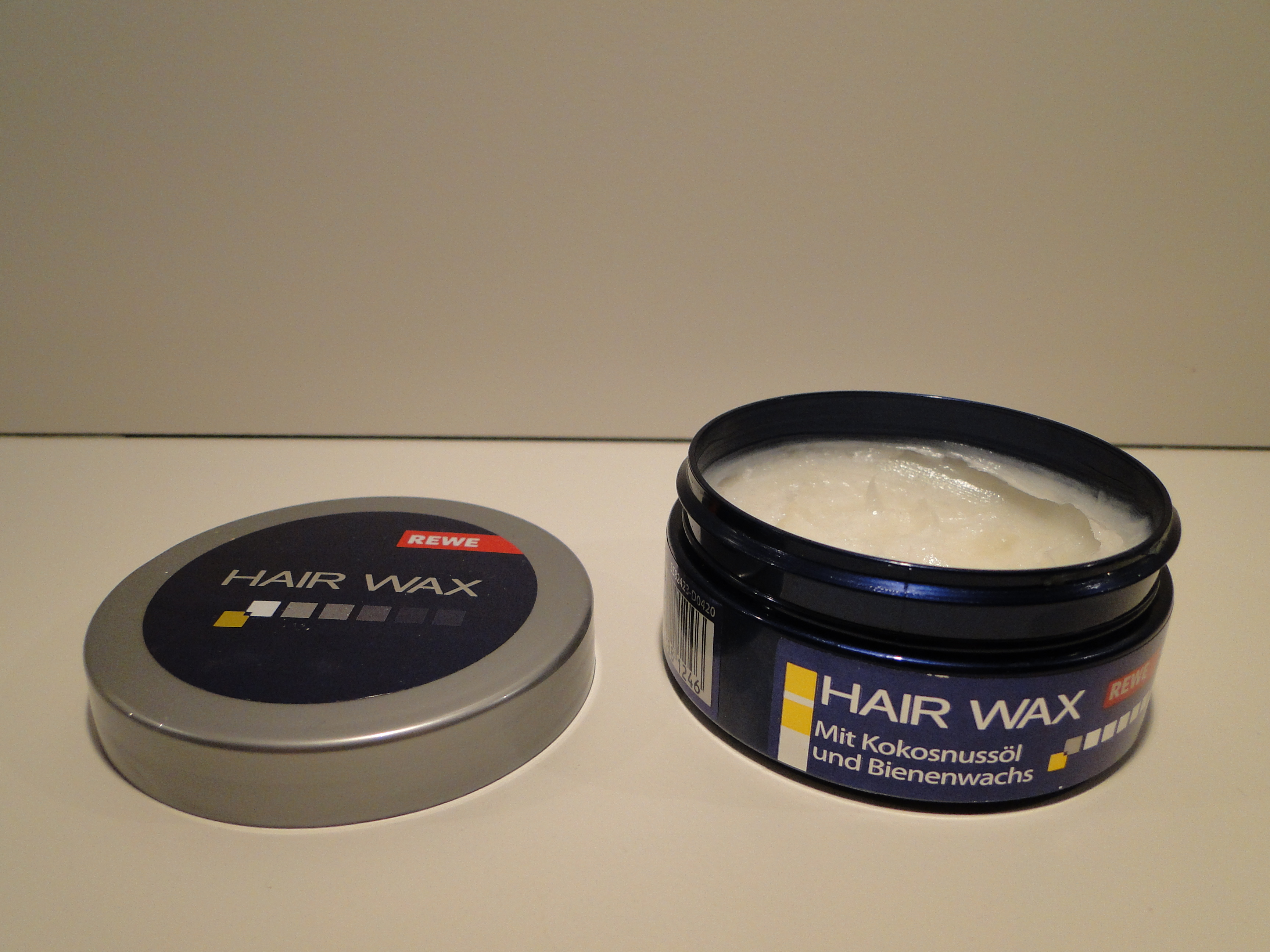
Sáp vuốt tóc

Sáp vuốt tóc là một sản phẩm tạo kiểu tóc có chứa chất sáp, được sử dụng để giúp giữ nếp tóc. Ngược lại với gel vuốt tóc, hầu hết trong số đó có chứa alcohol, sáp vuốt tóc vẫn có thể tách ra và ít bị khô hơn. Do đó, sáp vuốt tóc hiện đang trải qua sự gia tăng phổ biến, thường dưới những cái tên như pomade, bột đánh bóng, keo dán, roi, gôm khuôn hoặc dán bột tạo kiểu. Kết cấu, tính nhất quán và mục đích của các sản phẩm này khác nhau rất nhiều và mỗi loại có mục đích khác nhau tùy thuộc vào nhà sản xuất. Theo truyền thống, pomade là một loại sáp tóc cũng làm sáng bóng cho tóc người.
Sáp vuốt tóc đã được sử dụng trong nhiều năm và một chất sáp giống xà phòng đã xuất hiện tại vùng Gaul cổ đại như một tác nhân tạo kiểu tóc và đã không được sử dụng làm chất làm sạch cho đến nhiều năm sau đó.

## Các loại sáp thường gặp
- Wax: Là sản phẩm linh hoạt nhất trong các sản phẩm tạo kiểu tóc, wax dễ sử dụng và làm thoả mãn sự sáng tạo của bạn cho những kiểu tóc ưng ý. Wax có đặc điểm là cung cấp độ hoàn thiện tự nhiên, không bóng, rất thích hợp trong việc điều chỉnh nếp. Wax là sản phẩm chứa polymer (một số polymer phổ biến: PVP, Acrylate copolymer,...) để giữ nếp tóc.
- Clay Wax: Một sự hòa hợp giữa Clay và Wax, tức là trong một lọ sáp vuốt tóc phải có các thành phần của Clay như là Diatomaceous Earth, Kaolin, Bentonite,... và cũng phải chứa Polymer để giữ nếp tóc như là PVP, Vp/va Copolymer, Acrylate copolymer,... Clay Wax thường cứng hơn Wax do có thành phần của Clay.

## Thành phần
Dưới đây là một số thành phần thường có trong các sản phẩm sáp vuốt tóc thương mại.
- Sáp ong
- Sáp Candelilla
- Sáp Carnauba
- Sáp thầu dầu
- Sáp nhũ hóa
- Sáp Nhật Bản
- Lanolin
- Ozokerite

Một số nhà tạo mẫu tóc ưa thích pha trộn riêng sáp tóc tùy biến cho khách hàng của họ. Công thức pha chế khác nhau tồn tại, bao gồm một số thành phần "bí mật".

## Bảo quản
- Không nên để sáp ở nơi có nhiệt độ cao.
- Luôn đậy nắp sau khi sử dụng.
- Hạn chế tiếp xúc với các nguồn sáng kích thích như ánh sáng mặt trời, tia tử ngoại,...
- Cân nhắc trước khi cho người khác mượn sáp của mình.

## Cách dùng
1. Gội và xả đầu thật sạch để tránh bẩn và làm mất độ phồng của tóc.
2. Nên sấy khô và tạo kiểu trước khi vuốt. Điều này sẽ khiến cho tóc vào nếp dễ hơn.
3. Lấy một lượng sáp nhỏ ra lòng bàn tay, chà xát bàn tay cho nóng thêm, khiến cho sáp nóng chảy và tan đều hơn. Hãy cố gắng bôi nhẹ và đều lên khắp mái tóc. Nếu chưa vào kiểu thì có thể dùng thêm.